# Chicago Zephyrs 1962-1963
La stagione 1962-63 dei Chicago Zephyrs fu la 2ª nella NBA per la franchigia.
I Chicago Zephyrs arrivarono quinti nella Western Division con un record di 25-55, non qualificandosi per i play-off.

## Roster
| N° | Naz.                   | Ruolo | Sportivo          | Anno | Alt. | Peso |
| -- | ---------------------- | ----- | ----------------- | ---- | ---- | ---- |
| 8  | Stati Uniti (bandiera) | C     | Walt Bellamy      | 1939 | 211  | 102  |
| 12 | Stati Uniti (bandiera) | AC    | Bill McGill       | 1939 | 206  | 102  |
| 14 | Stati Uniti (bandiera) | A     | Larry Staverman   | 1936 | 201  | 93   |
| 16 | Stati Uniti (bandiera) | GA    | Sihugo Green      | 1933 | 188  | 84   |
| 20 | Stati Uniti (bandiera) | G     | Mel Nowell        | 1939 | 188  | 77   |
| 21 | Stati Uniti (bandiera) | G     | Slick Leonard     | 1932 | 191  | 84   |
| 22 | Stati Uniti (bandiera) | GA    | Al Ferrari        | 1933 | 191  | 86   |
| 22 | Stati Uniti (bandiera) | G     | Maurice King      | 1935 | 188  | 88   |
| 23 | Stati Uniti (bandiera) | G     | Nick Mantis       | 1935 | 191  | 86   |
| 23 | Stati Uniti (bandiera) | G     | Ralph Wells       | 1940 | 185  | 82   |
| 25 | Stati Uniti (bandiera) | G     | Johnny Cox        | 1936 | 193  | 82   |
| 34 | Stati Uniti (bandiera) | A     | Jeff Slade        | 1941 | 198  | 100  |
| 35 | Stati Uniti (bandiera) | A     | Barney Cable      | 1935 | 201  | 79   |
| 35 | Stati Uniti (bandiera) | AC    | Woody Sauldsberry | 1934 | 201  | 100  |
| 43 | Stati Uniti (bandiera) | GA    | Terry Dischinger  | 1940 | 201  | 86   |
| 44 | Stati Uniti (bandiera) | A     | Don Nelson        | 1940 | 198  | 95   |
| 54 | Stati Uniti (bandiera) | AC    | Charlie Hardnett  | 1938 | 203  | 102  |

## Staff tecnico
- Allenatori: Jack McMahon (12-26) (fino al 28 dicembre)[1], Slick Leonard (13-29)